# Elisa Servenius

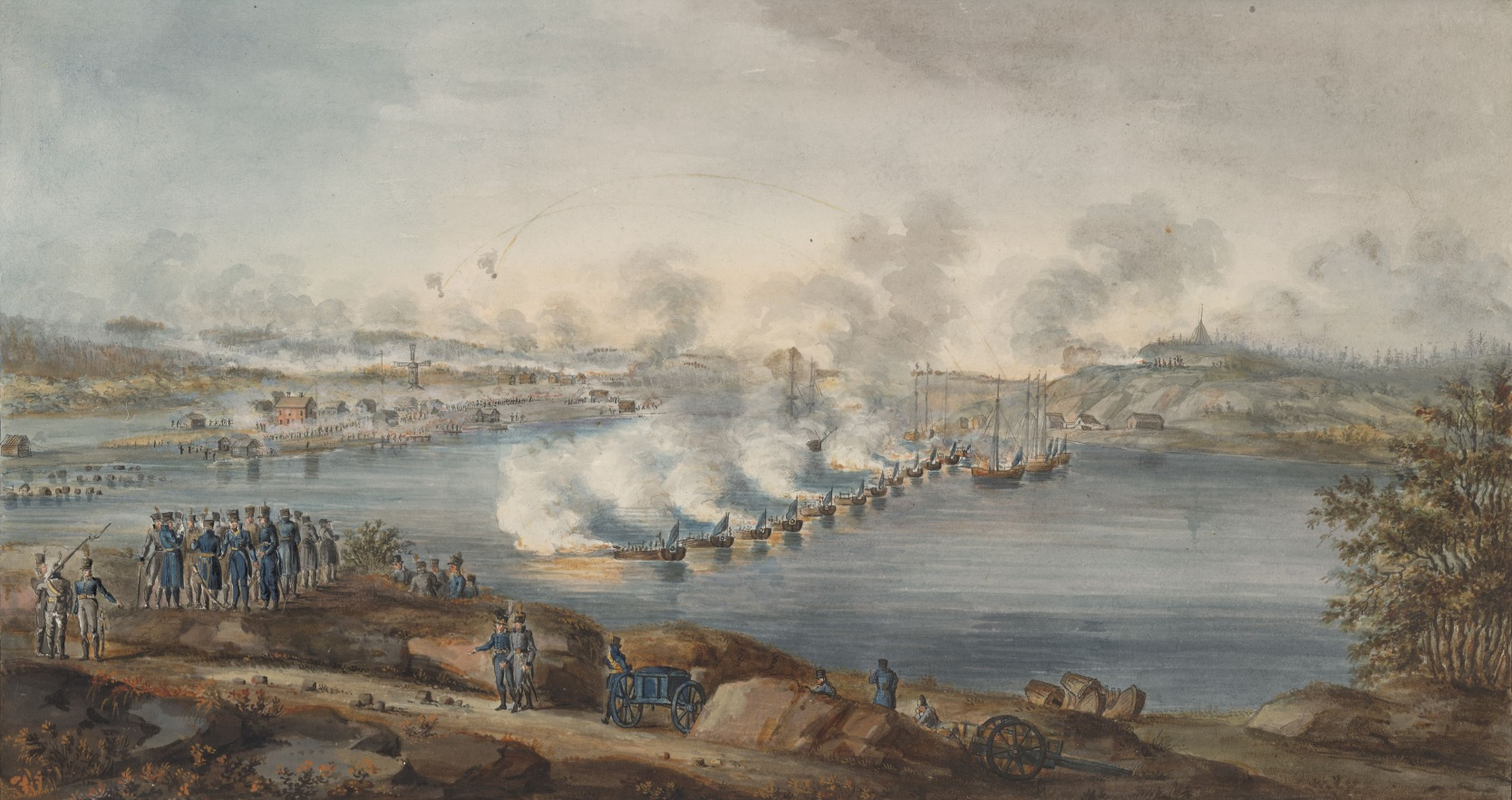
Batalla de Ratan

Elisa Servenius, de soltera Bernström, también conocida como Johanna Servenius (fl 1810), fue una mujer que sirvió en el ejército sueco disfrazada de hombre durante la Guerra finlandesa de 1808-1809 entre Suecia y Rusia. Fue galardonada por su valentía en batalla, y fue la primera y única mujer en Suecia a la que se otorgó el För tapperhet i fält por su valentía en tierra, mientras que Brita Hagberg y Anna Maria Engsten fueron condecoradas por su valentía en el mar.

## Servicio
Elisa Servenius, una sirvienta, conoció al soldado Bernard Servenius cuando su regimiento estaba estacionado en Estocolmo. Se enamoraron y se casaron, y cuando el regimiento partió para la guerra Elisa se disfrazó de hombre y se alistó como soldado en el regimiento porque ella: "había decidido vivir y morir con su marido". Este regimiento era el salvavidas del rey (livgardet) o regimiento de la Reina (drottningens livregemente).
Se creía que su marido había muerto en acción en la Batalla de Ratan y Sävar, mientras ella recogía la munición enemiga y la daba a sus soldados amigos durante la batalla. Por esta acción Gustav Wachtmeister recomendó que fuera condecorada por su valentía en batalla. Durante la marcha a Piteå, cuando por tercera vez se preparaba a "servir a su país", su género fue descubierto y despedida.
Elisa Servenius es mencionada en las famosas memorias de la reina, Carlota de Holstein-Gottorp, quien escribió en su diario: "Hablando de la última expedición a Västerbotten, olvidé mencionar que apareció una amazona en la batalla".
Wachtmeister informó a la reina del caso en un informe, en el que le pidió que proporcionara a Servenius un regalo económico, pues era miembro del propio regimiento de la reina.
En el informe a la reina, esta versión fue dada: Servenius se escondió en la barca que trasladaba al regimiento de su marido. Fue descubierta, pero se le permitió quedarse a pesar de su sexo. En Ratan, ella marchó al lado de su marido vestida en uniforme, cuidó a los heridos, recogió la munición de los caídos y la entregó a sus soldados amigos durante la batalla. Su marido se informó que había muerto, pero  ella estaba convencida de que estaba vivo y prisionero, y siguió al ejército a Piteå en un nuevo regimiento. Durante esta expedición, su verdadero género fue descubierto por sus nuevos camaradas. Los oficiales, que la conocían de la expedición anterior, informaron al almirante Johan af Puke recomendándole que no la molestara. Puke se informó sobre su conducta durante la batalla en Ratan y decidió otorgarle la medalla por la valentía demostrada.

Wachtmeister describió a Elisa Servenius ante la reina como una anterior sirvienta de cocina, con "ojos enérgicos, expresivos, vívida en sus maneras y aspecto, e incluso inteligente, tanto como uno podría preguntarse de una persona de su clase", y que se hacía notar por "una audacia natural ante el peligro". Cuando se le preguntó si tenía miedo durante el tiroteo de la batalla, ella había respondido: 

Por qué lo sería? Estoy con mi esposo, por él haría cualquier cosa, y también, deseo ayudar a los heridos. No pido nada más que volver a hacerlo, si es necesario; no me importa el vuelo de las balas ni su mordisco lo más mínimo, morirás algún día de todos modos, así como también los otros.

La reina quedó impresionada con ella, y comentó: Verdaderamente una filosófica manera de razonar de una mujer del pueblo y una prueba de sabiduría como de juicio.
Después de la guerra, se descubrió que su marido había sido capturado en lugar de muerto en la batalla. Fue liberado de su cautividad rusa en 1810, y se reunieron en Estocolmo, después de lo cual siguieron su regimiento a Stralsund en la Pomerania Sueca.
Elisa Servenius no es la única mujer en la antigua historia sueca en haber servido como soldado disfrazada de hombre, pero sí una de las muy pocas que fueron oficialmente reconocidas y condecoradas por un acto tal.

## Ficción
Elisa Servenius fue retratada en la novela Affairen vid Ratan (2004) por Björn Holm, donde el personaje "Katrin Servenius" se basa en ella.